# Canal Murray
El canal Murray es uno de los canales fueguinos que separa las islas Hoste y Navarino en la región austral de Chile uniendo las aguas del canal Beagle con las de bahía Nassau.
Administrativamente pertenece a la comuna de Cabo de Hornos, en la Provincia Antártica Chilena, la que a su vez forma parte de la Región de Magallanes y de la Antártica Chilena.
Desde hace aproximadamente 6000 años hasta mitad del siglo XX sus costas fueron habitadas por el pueblo yámana. A comienzos del siglo XXI este pueblo había sido prácticamente extinguido por la acción del hombre blanco.

## Aspecto de las costas y geografía
Por el norte comienza su curso entre los cabos Hahn y Mitchell y corre en dirección SSE por 23 millas llegando a bahía Nassau entre el cabo Webley y los islotes Lawrence.
La primera parte del canal, entrando desde el canal Beagle y hasta la isla Strate es un paso estrecho de unos 7 cables de ancho, los que disminuyen a solo 2 cables en la Angostura. El canal es limpio y profundo, pero presenta dos picachos de piedra con sondas de 9 metros inmediatamente pasada la Angostura. Estos bajosfondos están sobre el track de navegación y no pueden ser evitados por el navegante, lo que limita el tamaño y calado de las naves que pueden emplear este canal.
Las islas Strate y Button dividen el canal Murray en dos brazos, ambos navegables sin ningún problema aunque el brazo oriental tiene más caídas. Ambas ramas se unen y continúan hacia el sur hasta salir a bahía Nassau.

## Geología
Por la constitución del suelo, las islas por las que corre el canal parecen pertenecer al período terciario. Constituyen la continuación del extremo meridional de América. Las montañas de dichas islas, separadas por grandes cataclismos que formaron las depresiones que llenó después el mar, pertenecen al sistema andino; las llanuras ofrecen gran analogía con las estepas de la Patagonia.

## Clima y vientos
El canal queda dentro de la zona de los vientos predominantes del O, que soplan en forma continua y casi sin interrupción
Las altas montañas de la península Dumas son un verdadero dique a los vientos reinantes del O, por lo que en la mitad norte del canal se encuentran vientos moderados cuando el resto de la zona está azotada por fuertes vientos del O. La parte sur del canal se ve afectada por los vientos del O que penetran por el seno Ponsonby.

## Mareas y corrientes
La corriente de marea es de poca intensidad por lo que la Angostura puede navegarse a cualquier hora del día sin tener que esperar la estoa. 
La corriente de flujo viene de bahía Nassau y tira de sur a norte. En la angostura se produce una línea de escarceos por el encuentro de esta corriente con la que viene del canal Beagle..

## Fondeaderos y surgideros
A lo largo de sus costas se forman varias caletas que son buenos fondeaderos para las naves. En la costa de isla Hoste están puerto Corriente y caleta Molinare, en la costa de isla Navarino, puerto Inútil, bahía 14 de Julio, caleta de la Aguada, caleta Wulaia y caleta Douglas.
Caleta Wulaia es considerada como el mejor fondeadero de la parte chilena del canal Beagle por estar bien protegida de los vientos de los cuatro cuadrantes. Sus excelentes condiciones la hicieron desde tiempos inmemoriales el lugar preferido de reunión de los indígenas yámanas.

## Historia
Desde hace unos 6000 años sus aguas eran recorridas por el pueblo yagán, nómades canoeros, recolectores marinos. Esto duró hasta mediados del siglo XX en que prácticamente ya habían sido extinguidos por la acción del hombre blanco que pretendió civilizarlos.
A comienzos del mes de abril de 1830 el HMS Beagle al mando del comandante Robert Fitz Roy fondeó en bahía Orange para descanso de la tripulación y reaprovisionarse de agua y leña pues se encontraba en la última etapa de su comisión de levantamiento hidrográfico de la parte oceánica del archipiélago de Tierra del Fuego. Aprovechando el buen tiempo de esos días envió al oficial de navegación teniente Matthew Murray en una embarcación con instrucciones de explorar la parte norte y hacia este de bahía Nassau.  El 14 de abril Murray regresó con la información que había pasado a través de bahía Nassau, luego de haber navegado una corta distancia hacia el norte y una larga distancia hacia el este. Había navegado un estrecho canalizo que lo había llevado a un canal recto, de aproximadamente dos millas de ancho que se extendía de este a oeste, hasta donde alcanzaba la vista. De esta manera el teniente Murray descubrió el canal Beagle y el canal Murray.